# Premi Goya 1999
La cerimonia di premiazione della 13ª edizione dei Premi Goya si è svolta il 23 gennaio 1999 al Palacio de Congresos di Madrid.
La niña dei tuoi sogni di Fernando Trueba ha vinto sette premi su diciotto candidature. Apri gli occhi di Alejandro Amenábar è stato il grande sconfitto, con dieci candidature e nessun premio vinto.

## Vincitori e candidati
I vincitori sono indicati in grassetto, a seguire gli altri candidati.

### Miglior film
- La niña dei tuoi sogni (La niña de tus ojos), regia di Fernando Trueba
- Apri gli occhi (Abre los ojos), regia di Alejandro Amenábar
- Barrio, regia di Fernando León de Aranoa
- El abuelo, regia di José Luis Garci

### Miglior regista
- Fernando León de Aranoa - Barrio
- Alejandro Amenábar - Apri gli occhi (Abre los ojos)
- José Luis Garci - El abuelo
- Fernando Trueba - La niña dei tuoi sogni (La niña de tus ojos)

### Miglior attore protagonista
- Fernando Fernán Gómez - El abuelo
- Antonio Resines - La niña dei tuoi sogni (La niña de tus ojos)
- Eduardo Noriega - Apri gli occhi (Abre los ojos)
- Gabino Diego - La hora de los valientes

### Migliore attrice protagonista
- Penélope Cruz - La niña dei tuoi sogni (La niña de tus ojos)
- Cayetana Guillén Cuervo - El abuelo
- Leonor Watling - La hora de los valientes
- Najwa Nimri - Gli amanti del circolo polare (Los amantes del círculo polar)

### Miglior attore non protagonista
- Tony Leblanc - Torrente, el brazo tonto de la ley
- Agustín González - El abuelo
- Francisco Algora - Barrio
- Jorge Sanz - La niña dei tuoi sogni (La niña de tus ojos)

### Migliore attrice non protagonista
- Adriana Ozores - La hora de los valientes
- Alicia Sánchez - Barrio
- Loles León - La niña dei tuoi sogni (La niña de tus ojos)
- Rosa Maria Sardà - La niña dei tuoi sogni (La niña de tus ojos)

### Miglior attore rivelazione
- Miroslav Taborsky - La niña dei tuoi sogni (La niña de tus ojos)
- Ernesto Alterio - Los años bárbaros
- Javier Cámara - Torrente, el brazo tonto de la ley
- Tristán Ulloa - Mensaka. Páginas de una historia

### Migliore attrice rivelazione
- Marieta Orozco - Barrio
- Goya Toledo - Mararía
- María Esteve - Nada en la nevera
- Violeta Rodríguez - Cosas que dejé en La Habana

### Miglior regista esordiente
- Santiago Segura - Torrente, el brazo tonto de la ley
- Javier Fesser - El milagro de P. Tinto
- Miguel Albaladejo - La primera noche de mi vida
- Salvador García - Mensaka. Páginas de una historia

### Miglior sceneggiatura originale
- Fernando León de Aranoa - Barrio
- Alejandro Amenábar e Mateo Gil - Apri gli occhi (Abre los ojos)
- Rafael Azcona, David Trueba, Manuel Ángel Egea e Carlos López - La niña dei tuoi sogni (La niña de tus ojos)
- Julio Medem - Gli amanti del circolo polare (Los amantes del círculo polar)

### Miglior sceneggiatura non originale
- Luis Marías - Mensaka. Páginas de una historia
- José Luis Garci e Horacio Valcarcel - El abuelo
- José Ángel Esteban, Carlos López, Fernando Colomo e Nicolás Sánchez-Albornoz - Los años bárbaros
- Antonio Betancor e Carlos Álvarez - Mararía

### Miglior produzione
- Angélica Huete - La niña dei tuoi sogni (La niña de tus ojos)
- Emiliano Otegui - Apri gli occhi (Abre los ojos)
- Luis María Delgado e Valentín Panero - El abuelo
- Mikel Nieto - La hora de los valientes

### Miglior fotografia
- Juan Antonio Ruiz Anchía - Mararía
- Raúl Pérez Cubero - El abuelo
- Javier Aguirresarobe - La niña dei tuoi sogni (La niña de tus ojos)
- Vittorio Storaro - Tango (Tango, no me dejes nunca)

### Miglior montaggio
- Iván Aledo - Gli amanti del circolo polare (Los amantes del círculo polar)
- María Elena Sáinz de Rozas - Apri gli occhi (Abre los ojos)
- Miguel González-Sinde - El abuelo
- Carmen Frías - La niña dei tuoi sogni (La niña de tus ojos)

### Miglior colonna sonora
- Alberto Iglesias - Gli amanti del circolo polare (Los amantes del círculo polar)
- Antoine Duhamel - La niña dei tuoi sogni (La niña de tus ojos)
- Juan Bardem - Los años bárbaros
- Pedro Guerra - Mararía

### Miglior scenografia
- Gerardo Vera - La niña dei tuoi sogni (La niña de tus ojos)
- Wolfgang Burmann - Apri gli occhi (Abre los ojos)
- Gil Parrondo - El abuelo
- Félix Murcia - Mararía

### Migliori costumi
- Lala Huete e Sonia Grande - La niña dei tuoi sogni (La niña de tus ojos)
- Merce Paloma - A los que aman
- Gumersindo Andrés - El abuelo
- Javier Artiñano - La hora de los valientes

### Miglior trucco e acconciatura
- Gregorio Ros e Antonio Panizza - La niña dei tuoi sogni (La niña de tus ojos)
- Paca Almenara, Colin Arthur e Sylvie Imbert - Apri gli occhi (Abre los ojos)
- Cristóbal Criado e Alicia López - El abuelo
- José Quetglás e Mercedes Guillot - Los años bárbaros

### Miglior sonoro
- Jorge Stavropulos, Carlos Faruolo e Alfonso Pino - Tango (Tango, no me dejes nunca)
- Daniel Goldstein, Ricardo Steinberg e Patrick Ghislain - Apri gli occhi (Abre los ojos)
- José Antonio Bermúdez, Diego Garrido e Antonio García - El abuelo
- Pierre Gamet, Dominique Hennekin e Santiago Thévenet - La niña dei tuoi sogni (La niña de tus ojos)

### Migliori effetti speciali
- Raúl Romanillos e Félix Bergés - El milagro de P. Tinto
- Reyes Abades, Alberto Esteban e Aurelio Sánchez - Apri gli occhi (Abre los ojos)
- José Ramón Molina e Alfonso Nieto - La hora de los valientes
- Emilio Ruiz del Río e Alfonso Nieto - La niña dei tuoi sogni (La niña de tus ojos)

### Miglior film d'animazione
- ¡Que vecinos tan animales!, regia di Maite Ruiz de Austri
- Ahmed, el principe de la Alhambra, regia di Juan Bautista Berasategi

### Miglior film europeo
- The Boxer, regia di Jim Sheridan
- Aprile, regia di Nanni Moretti
- Marius e Jeannette (Marius et Jeannette), regia di Robert Guédiguian
- Il ladro (Vor), regia di Pavel Čuchraj

### Miglior film straniero in lingua spagnola
- El faro del sur, regia di Eduardo Mignogna
- Amaneció de golpe, regia di Carlos Azpúrua
- De noche vienes, Esmeralda, regia di Jaime Humberto Hermosillo
- Kleines Tropicana - Tropicanita, regia di Daniel Díaz Torres

### Miglior cortometraggio di finzione
- Un día perfecto, regia di Jacobo Rispa
- Génesis, regia di Nacho Cerdá
- Patesnak, un cuento de navidad, regia di Iñaki Elizalde
- Rufino, regia di Octavi Masiá
- Viaje a la luna, regia di Frederic Amat

### Miglior cortometraggio documentario
- Confluencias, regia di Pilar García Elegido

### Premio Goya alla carriera
- Rafael Alonso